# Non si scherza con l'amore
Non si scherza con l'amore (Why Girls Go Back Home) è un film muto del 1926 diretto da James Flood.

## Trama
Marie è una ragazza di provincia che, all'arrivo in città di una compagnia teatrale, si infatua di Clifford Dudley, uno degli attori. Lui non si tira di certo indietro e la incoraggia. Ma, quando si rende conto che lei - che nel frattempo lo ha seguito fino a New York - immagina di essere la sua fidanzata, l'uomo rimane basito. Sally Short, la protagonista dello spettacolo, cerca di consolare la fanciulla e le procura un lavoro facendola assumere nel corpo di ballo. Ma, quando Marie sente i commenti sprezzanti che Sally fa su Dudley, difende l'attore, dichiarando che loro due sono fidanzati. Il risultato è quello di farsi notare, ottenendo così un lavoro migliore.
Quando però arriva John, l'innamorato che Marie aveva lasciato a casa, la ragazza si accorge che il suo vero amore è proprio lui e non Dudley. Decide allora di ritornare con lui nella loro piccola città di provincia. Gli abitanti la accolgono storcendo un po' il naso, ma tutto rientra nella norma quando lei contribuisce con un'offerta generosa alla costruzione della nuova chiesa.

## Produzione
Il film fu prodotto dalla Warner Bros. Pictures

## Distribuzione
Distribuito dalla Warner Bros. Pictures, il film uscì nelle sale cinematografiche statunitensi il 1º marzo 1926. Ribattezzato Regresso ao Lar, fu distribuito in Portogallo il 2 ottobre 1928. In Spagna, prese il titolo Por qué las jóvenes regresan al hogar.
Non si conoscono copie ancora esistenti della pellicola che viene considerata presumibilmente perduta.